# Presqu’île Sviatoï Nos
Pour les articles homonymes, voir Sviatoï Nos.
Sviatoï Nos (en russe : Святой Нос) est une presqu’île située sur la rive est du lac Baïkal, en Bouriatie, dans le sud de la Sibérie, en Russie orientale. Son nom en bouriate Хилмэн-Хушун signifie « nez d'esturgeon ».
La presqu'île fait partie du parc national Zabaïkalski.

## Géographie
La presqu’île a une superficie de 596 km2. Le point culminant — le mont Markov — s'élève à 1 878 m. L'isthme de Tchivyrkouï relie Sviatoï Nos au continent, le golfe de Bargouzine et le golfe de Tchivyrkouï se trouvent de part et d'autre.

## Galerie

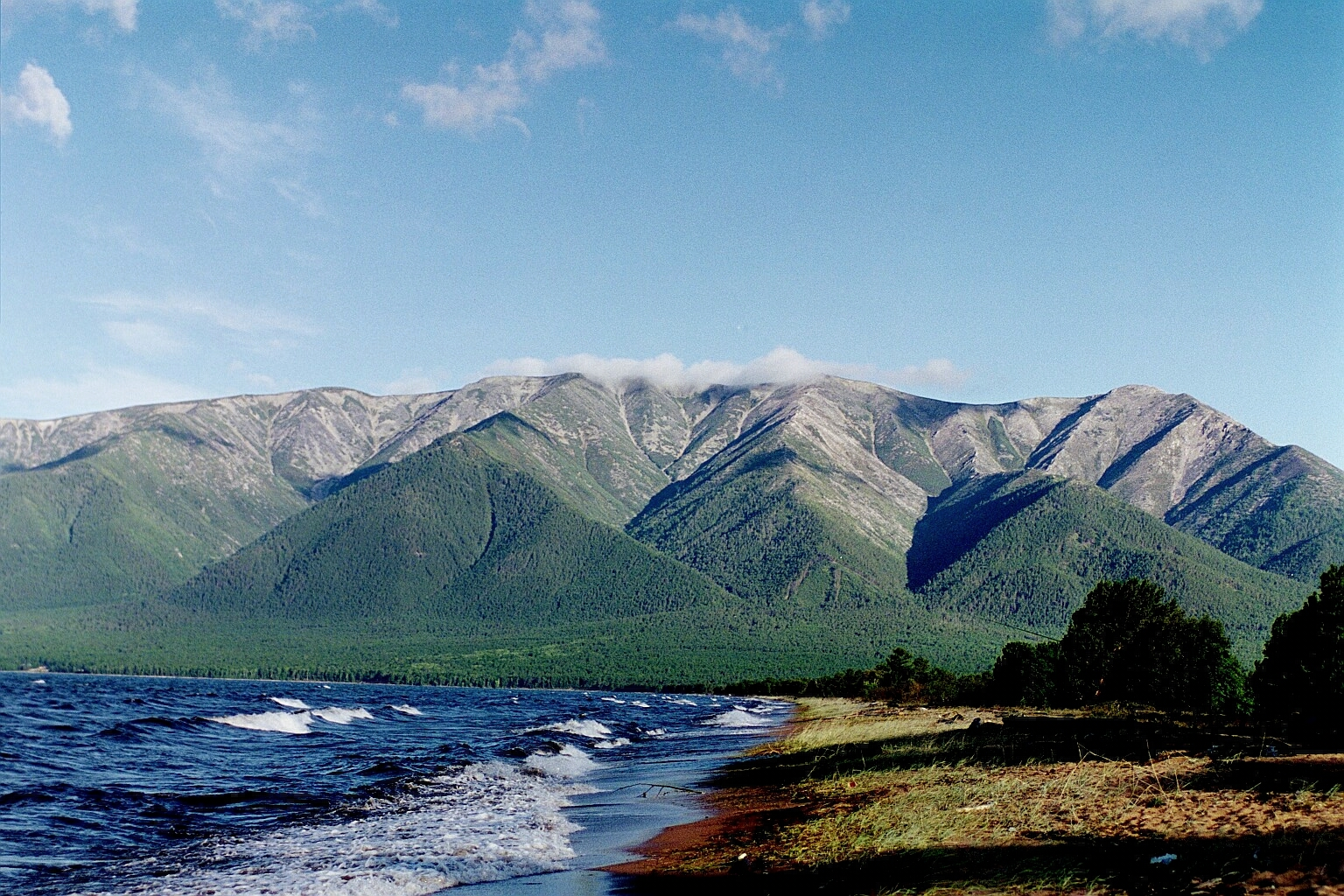
La presqu’île Sviatoï Nos vue de l'isthme de Tchivyrkouï
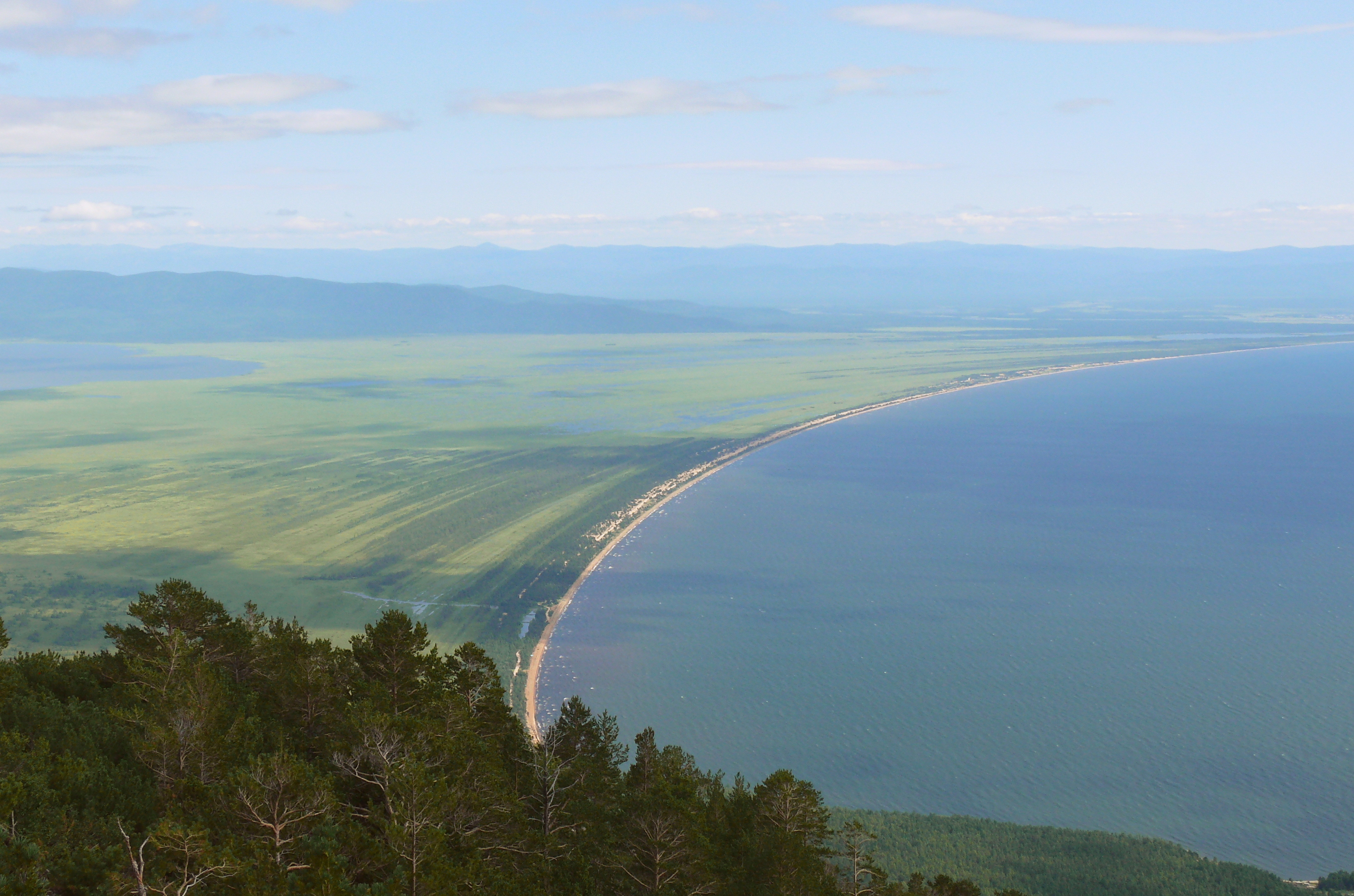
Vue de l'isthme et des golfes Bargouzine et Tchivyrkouï, depuis le Sviatoï Nos